# Hannah Fry
Hannah Fry (født 21. februar 1984) er en britisk matematiker og lektor i Mathematics of Cities, og foredragsholder. Fry studerer mønstre i menneskelig adfærd, særligt bymæssig beboelse, eksempelvis shopping, transport, kriminalitet, oprør og terrorisme.
I 2014 gav Fry en TED talk kaldet 'The Mathematics of Love' ved TEDxBinghamtonUniversity, som blev set af mere end 4 millioner personer. Efter sin optræden udgav hun en bog om emnet kaldet The Mathematics of Love: Patterns, Proofs, and the Search for the Ultimate Equation, hvor hun benytter statistik og datamodeller på dating, sex og ægteskab.

## Uddannelse
Fry gik på Presdales School i Ware, Hertfordshire. Hun studerede matematik på University College London og opnåede i 2011 en Ph.d. i fluiddynamik med afhandlingen: "A Study of Droplet Deformation".

## Fjernsyn og andre optrædener
Fry optræder jævnligt i radio og fjernsynsprogrammer i Storbritannien heriblandt Computing Britain, The Curious Cases of Rutherford & Fry (med Adam Rutherford) og Music By Numbers. På BBC 2-serien City in the Sky studerer Fry logistikken bag flyvning.
Den 17. september 2015 præsenterede Fry en filmbiografi om Ada Lovelace på BBC.
I 2016 var Fry medvært sammen med Peter Snow på Trainspotting Live, der er en miniserie i tre dele, som omhandler tog og trainspotting på BBC 4. Den 20. juli 2016 var Fry vært på programmet The Joy of Data.
Fry har medvirket i flere af Brady Harans videoer på YouTube-kanalen Numberphile, der behandler matematiske emner.
Sammen med matematikeren Matt Parker har Fry udviklet en algoritme, der optimerer vinderchancerne i brætspillet matador.